# Österreichische Fußball-Frauenmeisterschaft 1978/79
Die österreichische Fußball-Frauenmeisterschaft 1978/79 war die siebte Meisterschaft im österreichischen Frauenfußball nach der 35-jährigen Pause zwischen 1938 und 1972. Sie bestand aus der zehnten Auflage einer höchsten Spielklasse (Damenliga Ost – 1. Leistungsstufe) und wurde vom Wiener Fußball-Verband veranstaltet. Meister wurde der SV Elektra Wien, der damit seinen zweiten Titel gewann.

## Erste Leistungsstufe – Damenliga Ost

### Modus
Jeder spielte gegen jeden dreimal in insgesamt zwölf Runden. Ein Sieg wurde mit zwei Punkten belohnt, ein Unentschieden mit einem Zähler.

### Saisonverlauf
Die Liga setzte sich gegenüber dem Vorjahr, in dem sechs Teams teilnahmen, nun wieder aus sieben Vereinen zusammen, wobei zwei Mannschaften in dieser Saison zum ersten Mal vertreten waren. Der USC Halbturn war ursprünglich Mitglied der Meisterschaft, trat zu keinem Spiel an und musste daher statt des ESV Parndorf in die zweite Leistungsstufe absteigen, die nächste Saison zum ersten Mal veranstaltet wurde.

### Abschlusstabelle
Die Meisterschaft endete mit folgendem Ergebnis:
| Pl.                            | Verein              | Sp. | S | U | N  | Tore    | Diff. | Punkte |
| ------------------------------ | ------------------- | --- | - | - | -- | ------- | ----- | ------ |
| 1.                             | SV Elektra Wien (C) | 12  | 9 | 0 | 3  | 043:140 | +29   | 18     |
| 2.                             | DFC Ostbahn XI      | 12  | 8 | 1 | 3  | 041:170 | +24   | 17     |
| 3.                             | SV Aspern           | 12  | 8 | 1 | 3  | 025:150 | +10   | 17     |
| 4.                             | LUV Graz (N)        | 12  | 6 | 2 | 4  | 023:200 | +3    | 14     |
| 5.                             | USC Landhaus (M)    | 12  | 3 | 3 | 6  | 021:190 | +2    | 09     |
| 6.                             | 1. DFC Leoben (N)   | 12  | 2 | 3 | 7  | 014:500 | −36   | 07     |
| 7.                             | ESV Parndorf        | 12  | 0 | 2 | 10 | 003:350 | −32   | 02     |
| 8.                             | USC Halbturn DO1    | 0   | 0 | 0 | 0  | 000:000 | ±0    | 0      |
| Stand: Endstand. Quelle: RSSSF |                     |     |   |   |    |         |       |        |

| (M) | Österreichischer Fußball-Frauenmeister 1977/78 |
| (C) | ÖFB-Ladies-Cup-Sieger 1977/78                  |
| (N) | Neuaufsteiger der Saison 1977/78               |

Aufsteiger
- Burgenland: keiner
- Niederösterreich: keiner
- Wien: keiner